# Lonkî, Volociîsk
Lonkî (în ucraineană Лонки) este un sat în comuna Iahnivți din raionul Volociîsk, regiunea Hmelnîțkîi, Ucraina.

## Demografie
Componența lingvistică a localității Lonkî
     Ucraineană (99,18%)
     Alte limbi (0,82%)
Conform recensământului din 2001, majoritatea populației localității Lonkî era vorbitoare de ucraineană (99,18%), existând în minoritate și vorbitori de alte limbi.